# 기셀베르투스 로타링기우스
기셀베르트(Giselbert) 또는 길베르트(Gilbert, 890년 - 939년)은 카롤링거 왕조 출신 로트링겐의 군주이다. 본래 로트링겐의 왕이었으나 독일의 왕 하인리히 1세와의 전쟁에서 패한 뒤 로렌 공작에 임명되었다. 부계와 모계 모두 카롤링거 왕조 출신으로 로타르 2세와 카를 2세가 각각 외증조부와 외할아버지였다.
샤를 3세가 유폐된 뒤 죽자, 로트링겐의 귀족들은 925년 그를 왕으로 추대하였다. 928년 독일의 왕 하인리히 1세와의 전쟁에서 패하였다. 로트링겐을 차지한 하인리히 1세는 불만을 무마시키기 위해 둘째 딸 게르베르가를 기셀베르트에게 시집보내고 기셀베르트를 로렌의 공작으로 임명했다. 936년 하인리히 1세의 사망 직후 탕크마르의 반란에 가담, 939년까지 독일의 영향력에서 독립하였다.

## 생애
기셀베르트는 로트링겐의 지역 귀족 출신으로, 부계와 모계 모두 카롤링거 왕조의 외손 출신이었으며 아버지 레니에 1세는 마스(Maasgau) 백작 기셀베르트와 황제 로타르 1세의 딸 이멘가르드의 아들이었고 어머니 에시나다(Hersinda) 또는 알베라다(Alberada)는 대머리왕 카를 2세의 딸이었다. 924년 그는 서프랑크 왕국에 충성을 맹세했으나 샤를 3세가 유폐된 뒤 죽자, 로트링겐의 귀족들은 925년 그를 왕으로 추대하였다.
본래 로트링겐의 왕이었으나 928년 독일의 왕 하인리히 1세와의 전쟁에서 패하였다. 로트링겐을 차지한 하인리히 1세는 불만을 무마시키기 위해 둘째 딸 게르베르가를 기셀베르트에게 시집보내고 기셀베르트를 로렌의 공작으로 삼았다. 또한 919년 설립한 마스트르히트(Maastricht)의 성 세르비우스 대 수도원도 그에게 주었다.
936년 하인리히 1세가 죽자 그는 탕크마르가 오토 1세에 대항하여 일으킨 반란에 가담했다. 동시에 그는 서프랑크의 왕 루이 4세에게 귀순하고, 충성을 맹세했다. 기셀베르트는 이후 939년 안 더나흐의 전투에서 오토 1세의 군대에 의해 패배할 때까지 3년간 실질적으로 독립하였다. 기셀베르트는 939년에 오토 1세를 상대로 안더나흐 전투에 출정했다가 패배, 도피하던 중 라인강에 빠져 익사했다.
사후 그의 영지는 오토 1세가 자신의 형제인 바이에른의 하인리히 1세에게 주었고, 부인 게르베르가는 서프랑크의 루이 4세와 재혼하였다.

## 가족 관계
- 아버지 : 로렌의 레니에 1세
- 어머니 : 에시나다, 카를 2세의 딸
- 부인 : 게르베르가, 하인리히 1세의 딸

## 같이 보기
- 하인리히 1세
- 샤를 3세
- 로렌

## 참고 자료
- Ernst Ludwig Dümmler (1879), "Giselbert von Lothringen", Allgemeine Deutsche Biographie (ADB) (in German), 9, Leipzig: Duncker & Humblot, pp. 196–198
- Eduard Hlawitschka (1964), "Giselbert", Neue Deutsche Biographie (NDB) (in German), 6, Berlin: Duncker & Humblot, pp. 414–415

| 전임 샤를 3세 | 로트링겐의 왕 925년 - 928년 | 후임 하인리히 1세 (왕국 멸망) |

| 전임 레니에 1세 | 로트링겐 공작 915년 - 925년 | 후임 - |

| 전임 (신설) | 로렌 공작 928년 - 939년 | 후임 바이에른의 하인리히 1세 |